# Bảo tàng Vùng đất Pyrzyce ở Pyrzyce
Bảo tàng Vùng đất Pyrzyce ở Pyrzyce (tiếng Ba Lan: Muzeum Ziemi Pyrzyckiej w Pyrzycach) là một bảo tàng tọa lạc tại số 34 phố Zabytkowa, Pyrzyce, Ba Lan. Bảo tàng do Phòng Truyền thống của Thư viện Công cộng Pyrzyce điều hành. Trụ sở của bảo tàng là tòa nhà trước đây từng là nhà nguyện Chúa Thánh Thần được xây dựng vào thế kỷ 15. Sau khi trụ sở của thư viện chuyển đến nơi khác, bảo tàng tổ chức triển lãm ở tòa nhà này từ năm 2013.

## Triển lãm
Hoạt động của bảo tàng tập trung vào việc triển lãm những kỷ vật và hiện vật liên quan đến lịch sử của thành phố và vùng Tây Pomerania, từ thời Trung cổ (những chiếc chuông được sử dụng ở Pyrzyce vào thế kỷ 15, chuông từ nhà thờ ở Obromin, các di tích tôn giáo) đến thế kỷ 19 và những năm hiện đại (bưu thiếp, báo chí và các ấn phẩm, vật dụng hàng ngày, vật dụng quân sự). Ngoài ra, bộ sưu tập của bảo tàng còn bao gồm các tác phẩm nghệ thuật của các nghệ nhân dân gian địa phương.

## Giờ mở cửa
Bảo tàng hoạt động quanh năm, mở cửa vào các ngày thứ Ba và thứ Năm. Du khách cũng có thể đến tham quan bảo tàng vào các ngày khác khi có sự sắp xếp trước qua điện thoại.